# Андрейков, Тодор
То́дор Дими́тров Андре́йков (болг. Тодор Димитров Андрейков; 4 августа 1933, Големаново Болгария — 19 января 1997, София, Болгария) — болгарский кинорежиссёр, сценарист, актёр, кинокритик, киновед, историк кино и педагог.

## Биография
В 1955 году окончил театроведческий факультет Высшего театрального института. Выступал в периодической печати. В начале 1970-х годов один из организаторов студийных кинотеатров в Болгарии. В 1976—1981 годах — директор Болгарской национальной фильмотеки. Преподавал в ВИТИЗе историю кино (с 1991 года — доцент, с 1995 года — профессор). Снял несколько документальных фильмов. Работал театральным экспертом в Министерстве образования и культуры, директором театра в Смоляне, редактором кинопрограммы БНТ.
Умер 19 января 1997 года в Софии.

## Избранная фильмография

### Режиссёр
- 1975 — Воскресные матчи / Неделните мачове

### Сценарист
- 1975 — Воскресные матчи / Неделните мачове

### Актёр
- 1967 — Запах миндаля / С дъх на бадеми — гость
- 1975 — Воскресные матчи / Неделните мачове — человек на стрельбище
- 1989 — Иудино железо / Юдино желязо — фотограф

## Сочинения
- Жан Реноар (1984)
- В света на киното (справочник) 2 т. и 3 т. (1983, научный редактор, составитель и соавтор)
- Нямо кино // История на киното т.1. (1994)
- Комичното на екрана (1995)
- Момчето остава (1997)